# Jaroslav Průšek
Jaroslav Průšek (chin. Pǔ Shíkè 普实克; geb. am 14. September 1906 in Prag, gest. am 7. April 1980 ebenda) war ein tschechoslowakischer Sinologe und Begründer der Prager Schule der Sinologie.

## Biografie
Průšek studierte zunächst Europäische Geschichte an der Karlsuniversität in Prag, später Sinologie bei Bernhard Karlgren in Göteborg, bei Gustav Haloun in Halle und bei Erich Haenisch in Leipzig, sowie dort auch Japanisch bei André Wedemeyer. Danach versuchte er, nach China zu gelangen, und erhielt einen Auftrag des tschechischen Industriellen Tomáš Baťa, den chinesischen Markt für dessen Schuhfabrikation zu sondieren, während Průšek – unter dem Einfluss der Schriften von Max Weber und Werner Sombart – sich vor allem mit der Sozialgeschichte Chinas befassen wollte.
Von 1932 bis 1936 hielt Průšek sich in China und Japan auf, wo er zahlreiche Intellektuelle – darunter Guō Mòruò, Bīngxīn, Shěn Cóngwén, Zhèng Zhènduó (鄭振鐸), Nagasawa Kikuya (長澤規矩也), und Shionoya On (塩谷温) – traf. Sein Interesse galt nun eher der mittelalterlichen Volksliteratur und der modernen Literatur Chinas. Er entwickelte eine tschechische Transkription für das Chinesische, die in der weiterentwickelten Form von Oldřich Švarný bis heute verwendet wird.
Nachdem Průšek ein Semester an der University of California in Berkeley chinesische Literatur unterrichtet hatte, kehrte er im Jänner 1937 nach Prag zurück, wo er zunächst für seinen Sponsor ein Lehrbuch der chinesischen Sprache verfasste und an der Universitätsbibliothek arbeitete. Kurz danach veröffentlichte er eine Übersetzung eines Teils der Sammlung Nàhǎn 《呐喊》 (dt. Aufruf zum Kampf bzw. Applaus) von Lǔ Xùn. Er arbeitete an einer Übersetzung der Gespräche des Konfuzius und Zǐyè 《子夜》 (Shanghai im Zwielicht) von Máo Dùn. 1940 veröffentlichte er seinen Reisebericht Sestra moje Čína.
Nach der Befreiung der Tschechoslowakei vom Faschismus 1945 begann Průšek an der Philosophischen Fakultät der Karlsuniversität zu lehren, wurde zum außerordentlichen Professor ernannt, und 1948 erhielt er eine ordentliche Professor. Von 1949 bis 1952 war er stellvertretender Dekan. 1952 übernahm Průšek die Leitung des Orientalischen Institutes der Tschechoslowakischen Akademie der Wissenschaften.
Průšeks Studien aus dieser Zeit über die volkstümliche Literatur des chinesischen Mittelalters wurden zunächst im Archiv orientální (sowie 1970 in einem eigenen Sammelband) veröffentlicht und begründeten eine ganze Forschungsrichtung in der Sinologie.
In den 1950er Jahren befasste sich Průšek wieder verstärkt mit der modernen chinesischen Literatur. Seine bahnbrechenden Artikel dazu erschienen in internationalen Fachzeitschriften. 1964 erschien schließlich in Berlin seine Introduction to the Studies in Modern Chinese Literature. Zu Lǔ Xùn stützte sich Průšek auch auf die Forschungen seiner zweiten Frau, Berta Krebsová, sowie von Wladimir Iwanowitsch Semanow und Wiktor Wasiljewitsch Petrow, zu Máo Dùn auch auf jene von Fritz Gruner, zu Yù Dáfū auf die Sekundärliteratur von Anna Doležalová-Vlčková, zu Guō Mòruò die von Milena Doleželová-Velingerová, zu Dīng Líng auf Dana Kalvodová, zu Lǎo Shě auf Zbigniew Słupski, zu Bā Jīn auf Oldřich Král, zu Bīngxīn auf Marcela Stolzová-Boušková usf.
In der zweiten Hälfte der 1960er Jahre lehrte Průšek u. a. an der Universität Michigan und an der Harvard-Universität.
Am 22. August 1968 sollte in Prag die 20. Conference of Chinese Studies zum 50. Jahrestag der 4.-Mai-Bewegung mit beinahe fünfhundert Teilnehmern eröffnet werden. Dem kam die Niederschlagung des Prager Frühlings durch Truppen des Warschauer Vertrages unter der Führung des sowjetischen Militärs zuvor. Im Dezember 1969 verlieh die Universität Stockholm Průšek die Ehrendoktorwürde, doch in den folgenden Jahren fiel Průšek in seiner Heimat in Ungnade, wurde aus der Kommunistischen Partei ausgeschlossen, 1971 vom Orientalischen Institut entlassen und konnte in der Tschechoslowakei nicht mehr publizieren. Seine Arbeit beschränkte sich auf Herausgebertätigkeit der Orientalischen Literaturzeitung in Leipzig.

## Bedeutung
Průšek war weniger vom Marxismus als von Elementen des russischen Formalismus und des tschechischen Strukturalismus (u. a. Jan Mukařovský und Felix Vodička) beeinflusst.
Průšek gilt als »weithin anerkannter echter Pionier auf dem Gebiet der modernen chinesischen Literatur« und als »einer der größten Sinologen seiner Zeit weltweit« der Kontroversen mit Fachkollegen nicht scheute, so z. B. die Auseinandersetzung mit C. T. Hsia.
Průšeks Subjectivism and Individualism in Modern Chinese Literature (Paris 1956) ist einer der meistzitierten Artikel zu dem Thema und waren ein Ausgangspunkt für Arbeiten von Leo Ou-fan Lee, Don Price, Wolfgang Kubin, Ingo Schaefer und Janet A. Walker.
In den 1960er Jahren wurde Prag zu einem Begegnungszentrum für Sinologen. Průšek förderte die internationale Zusammenarbeit. Für sein Dictionary of Oriental Literatures (London 1974, Vermont, Ostasien-Teil Tokio 1978) leitete er ein internationales Forscherteam. Tschechoslowakische Sinologen arbeiteten unter seiner Leitung für das China-Handbuch, das Herbert Franke und Brunhild Staiger herausgaben.

## Werke (Auswahl)
- Učebnice mluvené čínštiny. Zlín: Vyšší lidová škola T. Bati, 1938.
- Umělá literatura a lidová slovesnost v Číně. Prag: Václav Petr, 1942.
- Sestra moje Čína. Prag: Družstevní práce, 1947.
  - Englische Übersetzung von Ivan Vomacka: My Sister China. Prag: Karolinum, 2002.
- O čínském písemnictví a vzdělanosti. Prag: Družstevní práce, 1947.
- Literatura osvobozené Číny a její lidové tradice
  - Deutsche Ausgabe: Die Literatur des befreiten China und ihre Volkstraditionen. Prag: Artia, 1955.
- Chinese Statelets and the Northern Barbarians 1400–300 B.C.
- Čínský lid v boji za svobodu.
- The origins and the authors of the hua-pen. Prag, 1967.
- Chinese Lyrics and Epics.
- Modern Chinese Literature in the May Fourth Era.
- The Lyrical and the Epic. Studies in Chinese Literature.
- Dictionary of Oriental literatures.
- Učebnice hovorové čínštiny.
- O čínském písemnictví a vzdělanosti.
- Trojí učení o společnosti v Číně.
- Několik poznámek o čínském malířství.

## Übersetzungen
- Hovory Konfuciovy (mit Vincenc Lesný). 1940.
- Zpěvy staré Číny (mit Bohumil Mathesius).
- Dějiny lidstva. 1940.
- Lu Sün (Lǔ Xùn): Vřava.
- Putování starého chromce.
- Pchu Sung-ling (Pú Sōnglíng): Zkazky o šesteru cest osudu.
- Mistr Sun: O umění válečném a Podivuhodné příběhy z čínských tržišť a bazarů.
- Die Jadegöttin. 12 Geschichten aus dem mittelalterlichen China. (mit Felicitas Wünschová, Liane Bettin und Marianne Liebermann)